# Billaea morosa
Billaea morosa là một loài ruồi trong họ Tachinidae.